# RMS Windsor Castle (1921)
El RMS Windsor Castle fue un transatlántico británico construido en los astilleros de John Brown & Company (Clydebank, Escocia) entre 1916 y 1921 para la compañía naviera Union-Castle Line. Su construcción, junto a la de su buque gemelo, el RMS Arundel Castle, se vio retrasada debido al estallido de la Primera Guerra Mundial, siendo terminado para 1922.
El barco operó en la ruta entre el Reino Unido y Sudáfrica, junto al Arundel Castle, constituyendo los dos únicos barcos de pasajeros con cuatro chimeneas en navegar en una ruta diferente a la travesía del Atlántico Norte. 
Durante la década de 1930, el Windsor Castle y su gemelo fueron sometidos a varias reformas para modernizar su aspecto exterior, lo que entre otros detalles, redujo su número de chimeneas de cuatro a tan solo dos, modernizar sus calderas y sustituir su proa tradicional por una nueva de un diseño más estilizado, lo cual les permitió aumentar ligeramente su eslora.
Requisado y empleado como buque para el transporte de tropas durante la Segunda Guerra Mundial, el Windsor Castle resultó hundido en 1943 tras ser torpedeado por aviones alemanes a 10 millas (180 km) de las costas de Argel (Argelia). En el naufragio, solo hubo una víctima mortal, mientras que los superviventes de la tragedia, 2699 soldados y 289 tripulantes, fueron rescatados por los destructores HMS Whaddon, HMS Eggesford, y HMS Douglas.